# 埃尔维特
埃尔维特（德語：Erwitte，發音：[ˈɛʁvɪtə] ⓘ）是德国北莱茵-威斯特法伦州阿恩斯贝格行政区索斯特县的城市，面积89.41平方千米，2023年12月31日人口为16,484人。